# Valentin Abel
Valentin Abel (ur. 7 lutego 1991) – polityk niemiecki.
Ukończył studia menedżerskie. Pracował zawodowo w branży półprzewodników. W wyborach w 2021 roku został wybrany posłem do Bundestagu z ramienia liberalnej partii FDP.